# Грень Андрій Іванович
Андрій Іванович Грень (10 липня 1928 , Вісла, Цешинський повіт  — 13 серпня 2012 , Одеса ) — український хімік, фахівець у галузі органічної хімії. 
Доктор хімічних наук (1974), професор (1977). Заслужений діяч науки і техніки України, лауреат Державної премії України в галузі науки та техніки, премії Національної академії наук України імені Л.В. Писаржевського, заступник директора з наукової роботи Фізико-хімічного інституту імені А. В. Богатського НАН України (1977–2000).

## Біографія
Народився 10 липня 1928 року у селі Вісла (нині місто Сілезького воєводства, Польща) у робітничій родині. Під час німецької окупації брав участь у антифашистському русі. Після закінчення Другої світової війни деякий час працював у лісництві, навчався на підготовчих курсах у Катовіце, вступних курсах у Кракові та у Ягеллонському університеті (Краків). 1949 року виїхав на навчання до СРСР, 1954 року закінчив Одеський університет, після чого працював учителем у середній школі та професійно-технічному училищі.  
Від 1963 року співробітник кафедри органічної хімії Одеського університету як аспірант, старший інженер,  старший науковий співробітник, доцент, професор (1975–1999, за сумісництвом). У 1969–1972 роках був заступником декана хімічного факультету. 
1967 року захистив кандидатську дисертацію “Синтез деяких алкоксисполук на основі алліл-α-алкоксиетилмалонового та алліл-α-алкоксиацетооцтового ефірів та 2-α-алкоксипропандіолів-1,3, вивчення їх стереохімії та властивостей” (науковий керівник О. В. Богатський), а 1974 — докторську “Деякі питання конформаційного аналізу і динамічної стереохімії гетероаналогів циклогексану”.   
У 1975–77 працював у Одеській лабораторії Інституту загальної та неорганічної хімії АН УРСР,  був одним із організаторів Фізико-хімічного інституту АН УРСР як заступник директора інституту з наукової роботи у 1977–2000 роках.  Завідувач відділу молекулярної структури і спектроскопії (1977–2000). З 2000 по 2012 роки провідний науковий співробітник відділу молекулярної структури і хемоінформатики Фізико-хімічного інституту імені А. В. Богатського НАН України.  
Помер 13 серпня 2012 року в Одесі на 85 році життя.   

## Наукові дослідження
Галузь наукових інтересів А. І. Греня включала синтез, будову і стереохімію органічних сполук, зокрема насичених гетероциклічних сполук, тонкий органічний синтез, зокрема харчових одорантів, макрогетероциклів  — краун-етерів та каліксаренів, а також дослідження зв’язків структура–властивості органічних сполук. За його участі були розроблені методи одержання заміщених 1,3-меркаптоспиртів, аміноалканолів, алкілзаміщених 1,3,2-діокса-, 1,3,2-оксатіо- та 1,3,2-окса-боринанів, 1,3,2-діоксагермананів, а також метод регіоселективного нітрування дибензо-18-краун-6-етерів, а також досліджені стереохімічні особливості заміщених 1,3-діоксанів та 1,3-дитіанів. Аналіз значної кількості стереоізомерів показав, що молекули цис- і транс-ізомерів цих речовин перебувають у конформації крісла. 
1978 року за цикл праць у галузі стереохімії «Синтез і стереохімія гетероаналогів циклоалканів» А. І. Грень разом із О. В. Богатським отримав премію імені Л. В. Писаржевського АН України. 1991 року у складі авторського колективу професор Грень став лауреатом Державної премії України у галузі науки та техніки за цикл праць «Макрогетероцикли: синтез, структура, властивості».
А.І. Грень — автор близько 200 наукових публікацій, авторських свідоцтв та патентів на винаходи. Серед його учнів — доктори та кандидати наук.
Поєднував наукову діяльність із педагогічною роботою, будучи професором Одеського національного університету імені І. І. Мечнікова. Читав курс органічної хімії, спецкурс “Фізико-хімічні методи ідентифікації органічних сполук”.

## Нагороди
- Державна премія України в галузі науки і техніки
- Премія АН УРСР імені Л. В. Писаржевського
- Заслужений діяч науки і техніки України
- Грамота Президії Верховної Ради УРСР
- Нагрудний знак «За наукові досягнення»
- Нагрудний знак «Відмінник вищої освіти України»

## Основні праці
- Грень А. И. Химия вкуса и запаха мясных продуктов / А. И. Грень, Л. Е. Высоцкая, Т. В. Михайлова. – Киев: Наукова думка, 1985. – 100 с.
- Грень А. И. Химия циклических эфиров борных кислот / А. И. Грень, В. В. Кузнецов. – Киев: Наукова думка, 1988. – 160 с.
- Electron Impact Fragmentation of Binuclear Crown Ethers // Organic Mass-spectrometry. 1993. Vol. 28, № 2
- Stereochemie der heterocyclen—XXXI: Die konfiguration und bevorzugte konformation substituierter 4-methyl-1, 3-dioxane // Tetrahedron. – 1975. – Т. 31. – № 6. –  489-494.
- Ion-molecule reactions of thiourea macrocyclic derivatives with ions of acetylacetonates of some rare-earth elements in gaseous phase // Inorganica chimica acta. – 1983. – Т. 77. – № 6. –  245-246.
- Synthesis of N-Substituted Carbamoylmethyloxy-p-tert-butylcalix [4] arenes // Russian Journal of Organic Chemistry. – 2000. – Т. 36. – № 9. – 1321-1325.